# Anima sbiadita
Anima sbiadita è un album del cantautore italiano Amedeo Minghi, pubblicato nel 2024.

## Tracce
1. Tu non giochi più
2. Non c'è vento stasera
3. Anima sbiadita
4. I colori dell'Est
5. L'importante è lei (Maledetta)
6. Dove sei, dove mai
7. Pensiero a volare
8. La vita è fatta così
9. Papillon
10. Dimenticarsi mai
11. A.Mi